# Mahlstetten
Mahlstetten är en kommun och ort i Landkreis Tuttlingen i regionen Schwarzwald-Baar-Heuberg i Regierungsbezirk Freiburg i förbundslandet Baden-Württemberg i Tyskland.
Kommunen ingår i kommunalförbundet Spaichingen tillsammans med staden Spaichingen och kommunerna Aldingen, Balgheim, Böttingen, Denkingen, Dürbheim, Frittlingen och Hausen ob Verena.